# Empresa Mineira do Lena
A Empresa Mineira do Lena foi a responsável pela exploração das minas de carvão da Bezerra, no concelho de Porto de Mós de 1740 a meados do século XX.
Da outrora activa linha de caminho-de-ferro da Bezerra, restam agora alguns trilhos, rodeados por uma interessante paisagem natural. O caminho-de-ferro servia de meio de escoamento do carvão extraído das Minas da Bezerra.
A linha de caminho-de-ferro, que ligava as minas a Porto de Mós, apresentava um trajecto irregular que lhe permitia vencer a estrutura da Serra da Pevide.
As Minas de Carvão da Bezerra entraram pela primeira vez em funcionamento em 1740. No entanto, até 1876 tiveram uma exploração muito inconstante. Entre 1885 e 1888 deu-se o período de maior expansão da actividade mineira de Bezerra.
As Minas ficaram reconhecidas pela população porque a empresa proprietária foi uma das maiores do distrito até aos finais da Segunda Guerra Mundial (1945). Actualmente, as explorações no local encontram-se inactivas.

## História
Foi no ano de 1740 que começou a grande história da Empresa Mineira do Lena que em muito contribuiu para a história não só de Porto de Mós mas também de Portugal.
As primeiras minas a serem exploradas foram as da Bezerra, tendo sido estas as minas mais importantes da história desta empresa devido a qualidade do seu carvão. Nesta altura surgiram também outras empresas ligadas a este sector ou que dependiam de certa forma deste sector.
A profissão de mineiro era uma profissão muito árdua, que exigia muito trabalho muscular nas escavações do subsolo quente e húmido.
Devido ao Terramoto de 1755, Portugal sofreu graves danos e Lisboa ficou de tal modo destruída que para a sua reconstrução deslocaram-se trabalhadores de todo o país. A Empresa Mineira do Lena não foi excepção e viu os seus trabalhadores partirem para a capital, onde permaneceram durante os 50 anos da sua reconstrução da cidade.[carece de fontes?]
Entre os anos de 1808 e 1811 Portugal foi alvo de invasões francesas, o que impossibilitou o trabalho regular desta empresa.[carece de fontes?]
No ano de 1838 Portugal parou a sua industrialização devido a guerra civil, afectando também assim a Empresa Mineira do Lena.[carece de fontes?]
Engenheiro Geólogo, Capitão Carlos Ribeiro investiu nesta empresa com meios financeiros e materiais em 1885 e, em 1876 esta empresa recebeu um grande desenvolvimento com a entrada de capital estrangeiro. Nesta altura esta empresa era uma das empresas mineiras de Portugal, sendo 14 minas de carvão, encontrando-se 7 destas minas localizadas no Concelho de Porto de Mós. Existia também no concelho de Porto de Mós mais propriamente no Arrimal uma mina de prata.[carece de fontes?]
O progresso da exploração de carvão nesta região atingiu o seu auge entre 1885 e 1888, eram seus proprietários José António Lopes e o Barão Duparehy, capitalista Francês que assegurou o investimento em Portugal por intermédio do Marquês de Chambourg.[carece de fontes?]
Em 1889 foi publicado um relatório no catálogo da Exposição Industrial Portuguesa sobre os investimentos desta empresa mineira que atingiram centenas de milhares de francos, contudo os trabalhos realizados nesta mina foram forçados a parar devido à 1ª Guerra Mundial.[carece de fontes?]
No reaparecimento desta empresa o engenheiro Inglês Aboim contribuiu em muito entre os anos de 1914 e 1918. O engenheiro das minas Mr. Ackermann e escritores como Pedro Muralha e Albino Foraz Sampaio publicaram alguns registos sobre os recursos mineiros de Porto de Mós. Registavam-se nesta época camadas de carvão de 30 a 40 metros de altura. Previa-se também o esgotamento do carvão nesta área dentro de 500 anos, ao extrair-se por dia cerca de 100 toneladas de carvão. Nesta altura a Empresa Mineira do Lena explorava as reservas mineiras nos Concelhos de Porto de Mós, Batalha e Alcobaça, mais propriamente nas freguesias de Alcaria, Serro Ventoso, S. João, S. Pedro e Turquel. O carvão das minas do Lena exportava-se para as fábricas de cimento de Alhandra, para a empresa de cimentos de Leiria e da Bezerra e para a C.P. pelo Caminho-de-Ferro Mineiro do Lena via Martingança.[carece de fontes?]
Existia um projecto realizado por Carlos Bleck e Soares Franco para a continuação da linha-férrea através de um túnel que ligava a Serra da Bezerra a cidade de Tomar, porém não passou de um projecto. Estes accionistas projectaram também a abertura de uma mina desde o Figueiredo até a Saraça, explorando todo o subsolo de Serro Ventoso até a Cabeça Veada, onde Soares Franco acreditava na existência de carvão de boa qualidade.[carece de fontes?]
Existiram algumas explorações mineiras com resultados negativos, como é o caso das explorações em Ferraria, perto do Tojal, onde o carvão tinha má qualidade. Também nas Alcanadas, Chão Preto, Golfeiros, Hortas, Celas e Fontes dos Marcos as explorações foram negativas, ao desperdiçar-se grandes quantidades de carvão devido à abundância de enxofre que provocava a sua combustão ao ser exposto ao ar livre.[carece de fontes?]
No ano de 1925 a exploração de carvão por parte desta empresa foi de 7142,1 toneladas, registando-se 5970,81 toneladas provenientes da mina de “Vale Bragadas” na Bezerra, e 300,7 toneladas das Alcanadas e Chão Preto. Consumidas pela força dos motores da mina estiveram envolvidas 131,67 toneladas de carvão, ficando em depósito 736,6 metros de galerias e 6.500 m³ de desmontes. As despesas empregues na extracção do carvão foram de 559.871$21. Faziam parte desta empresa 2 engenheiros, 6 capatazes e mestres, 3 funcionários da administração, 3 guardas e 80 funcionários, dos quais 10 eram mulheres. Regista-se ainda um ferido em trabalho neste ano. Esta empresa era proprietária de 2 motores a vapor com 35 cv cada um, 4 automóveis com 60 cv, 2 compressores de ar com 25 cv e 5 perfuradoras. Estes registos foram elaborados pela Empresa Mineira do Lena.[carece de fontes?]
Eram principais accionistas desta empresa Conde da Lousã e D. José Pimentel, administrador D. José Saldanha da Gama e engenheiro Paul Marjon, quando entre 1926 e 1928 se mandou construir a linha-férrea da Serra da Pevide.[carece de fontes?]
No ano de 1926 o caminho-de-ferro chegava só até à Batalha, tendo-se alargado em 1927 em 14 km.[carece de fontes?]
Porto de Mós só conheceu a linha-férrea no dia 9 de Setembro de 1930, construindo-se 34 km de caminho de ferro, uma iniciativa de D. José Serpa Pimentel, que não assistiu a sua inauguração por falecer no ano de 1929.
As linhas-férreas foram muito importantes ao longo destes anos, ao transportar não só carvão mas também pessoas, mercadoria e informação, através de maquinaria moderna.[carece de fontes?]
Ao falar-se na Empresa Mineira do Lena não se pode deixar de referir o nome do Sr. Joaquim Matos Correia, conhecido por Joaquim Catraia que durante muitos anos conduziu os comboios da linha de ferro da Empresa Mineira do Lena. Falecendo em 2006, Sr. Joaquim Catraia foi eventualmente o último maquinista dos comboios ferroviários do Concelho de Porto de Mós.